# Ужевич Іван Петрович
Іва́н Петро́вич Уже́вич (? — після 1645) — український мовознавець XVII сторіччя. Навчався у Краківському (1637—41/42) та Паризькому університетах (1641(?)—45(?)). Автор латиномовної «Граматики словенської» (1643) — першої ранньомодерної граматики староукраїнської мови. Також склав панегірик з нагоди одруження Олександра Пшеленцького з Євою Рупньовською (1641).

## Імена
- Іва́н Уже́вич (біл. Іван Ужэвіч). Підпис — Іωаннъ Ужевичъ Словянинъ. Ioannes Petri Uzewicz d. Vil. — у спискові зарахованих студентів Краківського університету
- Ян Ужевич (пол. Jan Użewicz)

## Граматика Ужевича
Ужевич написав рукописну працю зі староукраїнської філології «Граматыка словенская», відому в двох варіантах: паризькому 1643 й арраському 1645. Збереглися обидва автографи пам'ятки; вперше видана в Києві 1970 І. Білодідом і Є. Кудрицьким. Праця Ужевича, частково ґрунтується на польській граматиці П. Статоріюса (Стоєнського), — перша граматика «руської» книжної (не церковнослов'янської) мови, спільної для українців і білорусів, яку автор називає «lingua popularis», тобто «народною мовою». Відповідно Ужевич допускає інколи й українські, і білоруські варіанти (наприклад, що і што, котрий і который), а також численні полонізми. І. Білодід (1970), Михайло Жовтобрюх (1976) та В. Німчук (1979) доводили, що живомовною основою книжної мови Ужевича була українська, натомість О. Соболевський (1906), В. Яґіч (1907), Дж. Дінґлі (1972) та Ю. Шевельов (1979) вважали, що вона була білоруська, можливо, південно-білоруська. Олекса Горбач припускає (1967), що Ужевич був виходцем з українсько-білоруського прикордоння, можливо, з Підляшшя або північної Холмщини.

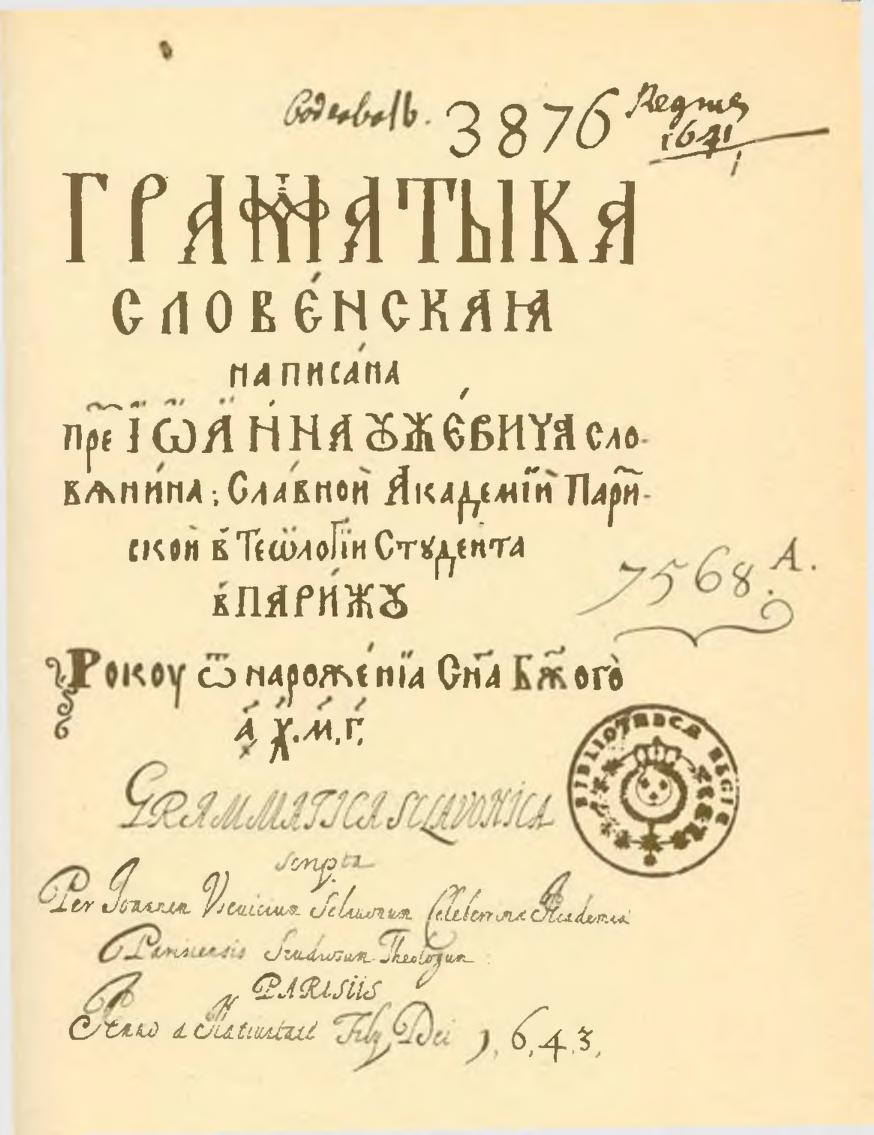
Іван Ужевич. Слов'янська граматика. Паризький рукопис, 1643

У граматиці розкриваються також деякі особливості міжслов'янської церковнослов'янської мови, яку автор називає «священною» («святою», «lingua sacra»). У книзі помітний порівняльний аспект. Ужевич іноді показує особливості польської, чеської і хорватської мов. Можливо, Ужевич прагнув створити працю про абстрактну слов'янську граматичну систему. Це намагання співзвучне тодішній французькій граматичній думці, що пізніше реалізувалася в універсальній граматиці А. Арно та К. Лансло. Автор часто підкреслено виділяє подібність або відмінність слов'янської і латинської структур, принагідно залучає факти з грецької та гебрейської (давньоєврейської) мов. У праці відчувається деякий вплив Мелетія Смотрицького. «Грамматыка…» Ужевича — непересічне явище в історії української лінґвістики. Українська мовна система в ній викладена вдало, хоч в автора виникали труднощі при тлумаченні деяких специфічних слов'яно-українських граматичних особливостей (наприклад, орудного і місцевого відмінків, дієприслівника) засобами латинської схеми й термінології.

## Розмова · Бесѣда
Як Г. Кайперт (2001) показав, автографом Івана Ужевича є також анонімний рукопис «Розмова · Бесѣда» (мовознавцями досі помилково датований кінцем XVI ст.), що, як і перший з рукописів «Грамматыки», зберігається у Французькій національній бібліотеці в Парижі. Це переклад відомого розмовника Н. Берлемонта паралельно (у двох колонках) руською та церковнослов'янською мовами. Над лівою, руською колонкою («Розмовою») написано «Popularis», над правою, церковнослов'янскою («Бесѣдою») — «Sacra». Мабуть, цим розмовником автор хотів на практиці продемонструвати читачам своєї граматики різницю між «народною» й «святою» мовами. Таким чином, тут є багато мовного матеріалу до граматики Ужевича, чого в ній самій (написаній латинською мовою) не вистачає. Крім того, цей матеріал складається з написаних дуже живою мовою щоденних діалогів. Розмовник видано 2005 року разом із паралельними латинським і польськомовним текстами.

## Твори
- Obraz cnoty y sławy w przezacney fámiliey Ich MM. PP. Przyłęckich, wiecznemi czásy nieodmiennie trwájący. Ná wesoło fortunny akt małżeński przezacnych małżonkow Jego Mośći P. Alexandra z Przyłęka Przyłęckiego, y Jey Mośći Panny Ewy z Rupniowa Rupniowskiey, Aońskim piorem odrysowány y ná ućiechę nowemu Stadłu ofiarowány przez Jana Użewica sławney Akademiey Krákowskiey Studenta (Краків, 1641).
- Граматика слов'янська (Франція, 1643; 1645).
- Розмова • Бесѣда (Франція, сер. XVII ст.). ISBN 978-3-87690-892-2
- Grammatica Sclavonica | Слов'янська граматика. Паризький рукопис. — 1643.

### Монографії
- Німчук В. В. Мовознавство на Україні в XIV—XVII ст. Київ, 1985.
- George Y. Shevelov. A historical phonology of the Ukrainian language. Heidelberg, 1979.

### Статті
- Соболевський 1906 — А. И. Соболевскій. Грамматика И. Ужевича. // Чтенія въ Историческомъ обществѣ Нестора Лѣтописца. — Т. 19.V.2 (1906). — Стор. 3-7.
- Білодід 1972 — Иван Константинович Белодед. «Славянская грамматика» Ивана Ужевича 1643 г. // Известия Академии Наук СССР. Серия литературы и языка. Т. 31.1, стор. 32-40.
- Bunčić, Daniel (2006). Die ruthenische Schriftsprache bei Ivan Uževyč unter besonderer Berücksichtigung der Lexik seines Gesprächsbuchs Rozmova/Besěda: Mit Wörterverzeichnis und Indizes zu seinem ruthenischen und kirchenslavischen Gesamtwerk. Slavistische Beiträge. Т. 447. Munich: Verlag Otto Sagner. с. 592. ISBN 978-3876909325. Резюме російською мовою.
- Горбач 1967 — Олекса Горбач. Рукописна «Граматыка словенская» Івана Ужевича з 1643 й 1645 років. // Наукові Записки Українського Технічно-Господарського Інституту (Мюнхен), 16 (17), стр. 3-22. — Передруковано в: Olexa Horbatsch. Gesammelte Aufsätze. Т. IV. München 1993, стор. 59-77.
- Дінґлі 1972 — James Dingley. The two versions of the Gramatyka Slovenskaja of Ivan Uževič. // The Journal of Byelorussian Studies, 2.4 (1972), стор. 369—384.
- Жовтобрюх 1976 — Михайло Андрійович Жовтобрюх. «Граматика словенская» Івана Ужевича — пам'ятка староукраїнської літературної мови. // Слово і труд. До сімдесятиріччя академіка Івана Костянтиновича Білодіда. Київ, 1976. с. 167—179.
- Кайперт 2001 — Helmut Keipert. «Rozmova/Besěda». Das Gesprächsbuch Slav. № 7 der Bibliothèque nationale de France. // Zeitschrift für Slavische Philologie 60.1, стор. 9-40.
- Петегирич 1998 — Олександра Володимирівна Петегирич. Графіко-фонетичні особливості першого українського розмовника. // Матеріали міжнародної славістичної конференції пам'яті професора Костянтина Трофимовича (1—3 квітня 1998 року), Т. 1, Львів, 1998, с. 76-79.
- Vatroslav Jagić. Johannes Uževič, ein Grammatiker des 17. Jh. // Archiv für slavische Philologie 29 (1907), стор. 154—160.

### Довідники
- Німчук В. В. Ужевич Іван // Українська мова : енциклопедія / НАН України, Інститут мовознавства ім. О. О. Потебні, Інститут української мови; редкол.: В. М. Русанівський  (співголова), О. О. Тараненко (співголова), М. П. Зяблюк та  ін. — 2-ге вид., випр. і доп. — К. : Вид-во «Укр. енцикл.» ім. М. П. Бажана, 2004. — 824 с. : іл. — ISBN 966-7492-19-2.
- Дзюба О. М. Граматика Івана Ужевича // Енциклопедія історії України : у 10 т. / редкол.: В. А. Смолій (голова) та ін. ; Інститут історії України НАН України. — К. : Наукова думка, 2004. — Т. 2 : Г — Д. — С. 184. — ISBN 966-00-0405-2.
- Ужевич Іван (Іоанн) // Енциклопедія українознавства : Словникова частина : [в 11 т.] / Наукове товариство імені Шевченка ; гол. ред. проф., д-р Володимир Кубійович. — Париж — Нью-Йорк : Молоде життя, 1980. — Кн. 2, [т. 9] : Тимошенко — Хмельницький Богдан. — С. 3303. — ISBN 5-7707-4049-3.
- Ужевич Іван // Універсальний словник-енциклопедія. — 4-те вид. — К. : Тека, 2006.